# Parti nationaliste (Frankreich, 3. Republik)

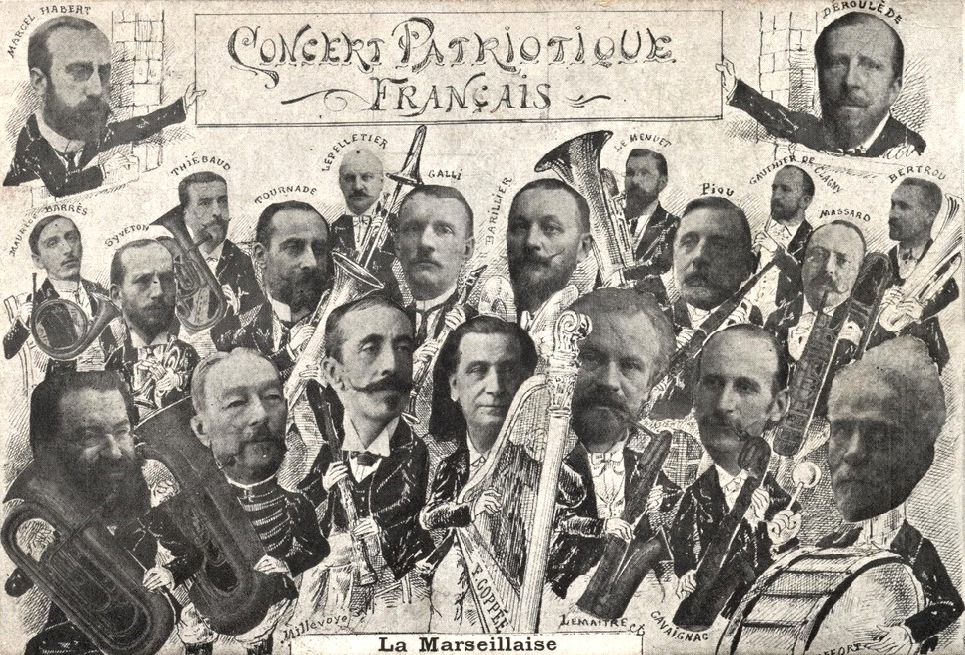
Französisches patriotisches Konzert – Fotomontage der wichtigsten nationalistischen Politiker Frankreichs (Postkarte, um 1900)

Die Parti nationaliste (Nationalistische Partei) war eine französische politische Bewegung der Dritten Republik im späten 19. und frühen 20. Jahrhundert. Ihr namhaftester Vertreter war der französische Marine- und Kriegsminister Godefroy Cavaignac.

## Geschichte

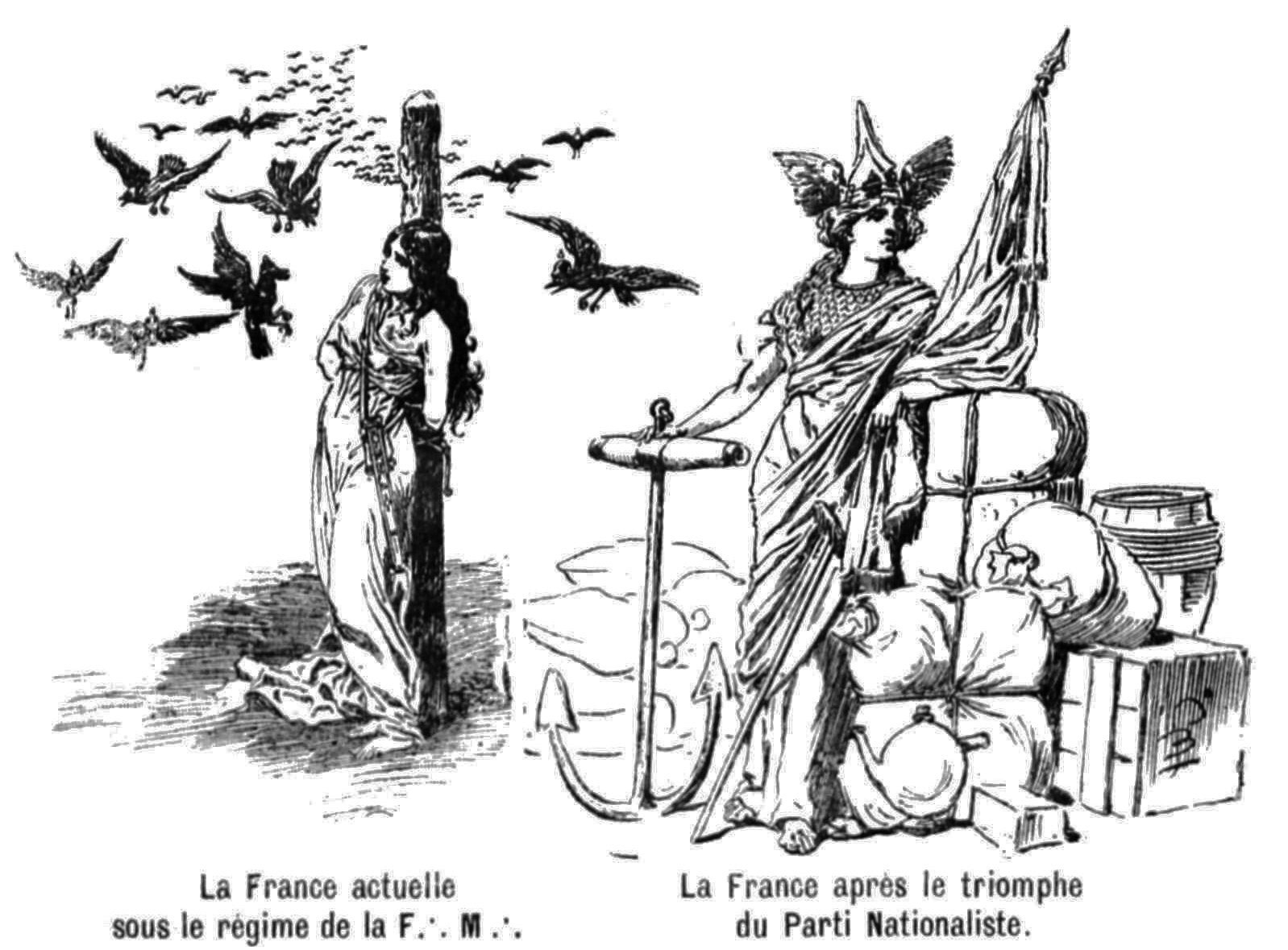
Freimaurerfeindliche Graphik: „Das heutige Frankreich unter dem Regime der F[rei]-M[aurerei]“ und „Frankreich nach dem Triumph der Nationalistischen Partei“ (Almanach de La patrie française, 1900)

Die Parti nationaliste wurde aus dem Umfeld der Antidreyfusards, die eine Wiederaufnahme des Prozesses gegen Alfred Dreyfus verhindern wollten, und von Gegnern des Bloc des gauches gegründet. Ihr gehörten unter anderem die Ligue de la patrie française und die Ligue des patriotes an. Es handelte sich nicht um eine politische Partei im heutigen Sinn, sondern um ein eher informelles Bündnis, das in der Abgeordnetenkammer von 1898 bis 1902 durch die Groupe de la Défense nationale (Fraktion der nationalen Verteidigung) und anschließend bis 1910 durch die Groupe républicain nationaliste (Fraktion der republikanischen Nationalisten) vertreten war. Sie war unorganisiert und zerbrach nach einigen Jahren, hauptsächlich zugunsten der Action libérale populaire (liberale Volksaktion) und der Action française.